# Береке (Аксуский район)
Береке (каз. рзд.Береке) — разъезд (населенный пункт) в Аксуском районе Жетысуской области Казахстана. Входит в состав Матайского сельского округа. Код КАТО — 193269300.

## Население
В 1999 году население разъезда составляло 47 человек (27 мужчин и 20 женщин). По данным переписи 2009 года, в разъезде проживало 37 человек (18 мужчин и 19 женщин).